# Elva C.
Le Elva C. est un sloop servant au dragage des huîtres et à la pêche dans la baie de Chesapeake. Il a été construit en 1922 en Virginie, par Gilbert White, l'un des constructeurs de bateau ponté les plus connus de la région.

## Historique
Elva C. est un représentant du bateau ponté en bois typique de la baie de Chesapeake. Ces bateaux étaient importants dans la région au début du 20e siècle pour le transport de marchandises et la livraison d'huîtres, de poissons et de crabes aux marchés.
À ce titre, ils étaient essentiels à l'industrie de la pêche de Reedville, qui a fait de la ville du comté de Northumberland une communauté riche au début des années 1900. Bien que les bateaux pontés sillonnaient autrefois les eaux de la baie de Chesapeake, l'entretien requis pour les bateaux en bois a entraîné la perte de bon nombre d'entre eux.
L'Elva C, retiré en 1995, a été restauré et est à nouveau capable de naviguer dans la baie.

## Préservation
Il est inscrit au Registre national des lieux historiques depuis 2005  et au Virginia Landmarks Register.
Il appartient et est entretenu par le Reedville Fishermen's Museum (en) avec le skipjack Claude W. Somers.